# Sondergesetz (Belgien)
Als Sondergesetze oder Gesetze mit besonderer Mehrheit werden in Belgien jene Gesetze bezeichnet, die beim Gesetzgebungsverfahren im Föderalen Parlament besondere Mehrheitsbedingungen benötigen (zwei Drittel insgesamt und einfache Mehrheit in jeder Sprachgruppe). Sondergesetze werden nur dann verabschiedet, wenn dies die Verfassung ausdrücklich vorsieht. Zumeist sind die Fälle betroffen, in denen das belgische Staatsgefüge im weitesten Sinne geändert werden soll.
So werden im belgischen Föderalismus die Grundzüge des bundesstaatlichen Systems in der Verfassung selbst verankert, während die Detailausführungen in Bezug auf die Institutionen, Zuständigkeiten und Finanzierung der Gliedstaaten in einer Reihe von Sondergesetzen festgehalten werden. Auch wenn die Sondergesetze nicht zur Verfassung im formellen Sinn gehören, sind sie Teil der Verfassung im „materiellen“ Sinn.

## Ursprung
Bevor die Sondergesetze geschaffen wurden, existierte bereits der Mechanismus der qualifizierten Mehrheit im belgischen Recht. So müssen beispielsweise seit 1831 Verfassungsänderungen mit einer Zweidrittelmehrheit beschlossen werden (siehe weiter unten). Auch als im Jahr 1920 das allgemeine Wahlrecht für Männer in die Verfassung eingeschrieben wurde, sah diese vor, dass dieses Wahlrecht durch ein ordentliches Gesetz mit einer Zweidrittelmehrheit (und nicht durch eine neue Verfassungsänderung) auf Frauen erweitert werden könnte. Ein solches Gesetz wurde am 27. März 1948 verabschiedet.
Die Sondergesetze wurden bei der ersten Staatsreform (1968 bis 1971) eingeführt. Das Verfahren zur Verabschiedung der Sondergesetze hatte laut dem ehemaligen Premierminister Gaston Eyskens einen folgenden Ursprung: Für die Anwendungsgesetze der Staatsreform (die künftigen Sondergesetze) schlug die katholisch-sozialistische Regierung ursprünglich vor, dass man Gesetze einführe, für die eine einfache Mehrheit in beiden Sprachgruppen benötigt würde (ohne zusätzliche Zweidrittelmehrheit). Um dieses System anwendbar zu machen, musste jedoch zuerst die Verfassung abgeändert werden. Hierfür wurde bekanntlich eine Zweidrittelmehrheit benötigt, über die die damalige Koalition aber nicht verfügte. Also bat man die Liberalen, ebenfalls diesem System zuzustimmen. Das Angebot der Mehrheit war nicht unschuldig, denn hätten die Liberalen ihre Zustimmung erteilt, wären die Anwendungsgesetze ohne sie verabschiedet worden (denn über eine einfache Mehrheit in beiden Sprachgruppen verfügte die Koalition). Da sich die Liberalen jedoch ein weiteres Mitspracherecht sichern wollten, gaben sie ihr Einverständnis zu der Verfassungsänderung nur unter der Bedingung, dass für das Sondergesetzverfahren zusätzlich zur einfachen Mehrheit in beiden Sprachgruppen auch eine Zweidrittelmehrheit insgesamt benötigt wurde. Das Sondergesetzgebungsverfahren in seiner heutigen Form wurde durch diesen Kompromiss aus der Taufe gehoben.

## Sondergesetzgebungsverfahren
Sondergesetze werden vom Föderalen Parlament gemäß dem gezwungenen Zweikammerverfahren verabschiedet. Dies bedeutet, dass sowohl Abgeordnetenkammer als auch Senat über den Entwurf abstimmen müssen. Jede der beiden Kammern hat das Recht, Abänderungsanträge einzureichen, und erst wenn beide Kammern denselben (oder eher gleichlautenden) Entwurf gutgeheißen haben, kann der Rechtstext dem König vorgelegt werden. Solange dies nicht der Fall ist, zirkuliert der Entwurf von der einen Kammer zur anderen.
Die Verabschiedung eines Sondergesetzes unterscheidet sich insofern von ordentlichen Gesetzen, die dem gezwungenen Zweikammerverfahren unterworfen sind, als dass sie besondere Anwesenheits- als auch Mehrheitsverhältnisse in beiden Kammern fordert. In der Tat sieht die Verfassung in diesem Fall nicht nur eine Mehrheit auf Ebene der gesamten Kammer, sondern auch auf Ebene der Sprachgruppen (niederländische bzw. französische) vor, in die sowohl Abgeordnetenkammer als auch Senat unterteilt sind. Für den Senat ist die Größe der Sprachgruppen in der Verfassung festgelegt, in der Abgeordnetenkammer kann das Verhältnis aufgrund der realen Bevölkerungszahlen anfangs der Legislaturperiode variieren.
- Quorum: mindestens die einfache Mehrheit (Hälfte plus 1) in jeder Sprachgruppe.
  - Abgeordnetenkammer:
    - Niederländische Sprachgruppe: mindestens 45 Abgeordnete (zurzeit)
    - Französische Sprachgruppe: mindestens 32 Abgeordnete (zurzeit)

  - Senat:
    - Niederländische Sprachgruppe: mindestens 21 Abgeordnete
    - Französische Sprachgruppe: mindestens 15 Abgeordnete
- Mehrheit: mindestens zwei Drittel der abgegebenen Stimmen insgesamt und die einfache Mehrheit (Hälfte plus 1) in jeder Sprachgruppe.
  - Abgeordnetenkammer: mindestens 101 Stimmen insgesamt
    - Niederländische Sprachgruppe: mindestens 45 Stimmen (zurzeit)
    - Französische Sprachgruppe: mindestens 32 Stimmen (zurzeit)

  - Senat: mindestens 48 Stimmen insgesamt
    - Niederländische Sprachgruppe: mindestens 21 Stimmen
    - Französische Sprachgruppe: mindestens 15 Stimmen

Es ist interessant zu bemerken, dass diese Mehrheitsvorgaben strenger sind, als jene, die zur Revision der Verfassung benötigt werden. In der Tat genügt – wie bereits erwähnt – bei einer Verfassungsrevision eine einfache Zweidrittelmehrheit, ohne besondere Mehrheit in den Sprachgruppen. Andererseits müssen bei einer Verfassungsrevision zwingend Neuwahlen zwischen der Erklärung zur Revision und der effektiven Verfassungsänderung stattfinden, was bei Sondergesetzen nicht der Fall ist.
Die Situation des einzigen Senators der Deutschsprachigen Gemeinschaft verdient besondere Beachtung. Dieser gehört nämlich laut Verfassung keiner der beiden Sprachgruppen im Senat an. So zählt seine Stimme weder beim Quorum, wo nur eine Mehrheit in den Sprachgruppen verlangt wird, noch bei der Mehrheit in den Sprachgruppen. Die Frage, die sich im Jahr 2001 stellte war, ob seine Stimme zumindest bei den zwei Dritteln insgesamt mitzählt oder nicht. In der Verfassung steht wörtlich: „(...) insofern die Gesamtzahl der Jastimmen aus beiden Sprachgruppen zwei Drittel der abgegebenen Stimmen erreicht“. Eine textgenaue Auslegung würde dazu führen, dass die Stimme des deutschsprachigen Senators auch hier nicht in die Rechnung einbezogen wird. Somit hätte er überhaupt keinen Einfluss auf die Abstimmung von Sondergesetzen. Die damalige Mehrheit im Senat war dieser Auslegung jedoch nicht gefolgt und verwertete die Stimme des Senators sowohl bei der Berechnung des Quorums als auch bei der Berechnung der Zweidrittelmehrheit im Senat. Diese Vorgehensweise wurde von der Opposition vor dem Verfassungsgerichtshof (ehemaliger Schiedshof) angefochten, doch dieser urteilte, dass diese Frage „grundsätzlich“ nicht in seinen Zuständigkeitsbereich falle. Die Frage nach der Legalität dieser Berechnung bleibt somit unbeantwortet. Diese unvorteilhafte Situation für den einzigen deutschsprachigen Senator wurde von Verfassungsrechtlern bemängelt.
Zudem ist zu erwähnen, dass die Flämische Region, die Flämische Gemeinschaft, die Französische Gemeinschaft und die Wallonische Region seit der vierten Staatsreform von 1993 sowie die Deutschsprachige Gemeinschaft seit der sechsten Staatsreform 2014, die sogenannte „konstitutive Autonomie“ besitzen. Dies bedeutet, dass diese Gebietskörperschaften von gewissen Bestimmungen der Sondergesetze abweichen können, um Teile ihrer internen Organisation (wie die Wahl der Parlamente und die Zusammensetzung und Arbeitsweise der Parlamente und Regierungen) unter Bedingungen selbst zu gestalten. Hierfür ist die Verabschiedung von sogenannten „Sonderdekreten“ notwendig, d. h. Dekrete, die mit einer Zweidrittelmehrheit angenommen wurden.

## Anwendungen
Ein Sondergesetz wird ausschließlich und nur dann verabschiedet, wenn dies die Verfassung ausdrücklich vorsieht. Der Verfassungsgerichtshof kann überprüfen, ob diese Bedingung eingehalten wurde.

### Bestehende Sondergesetze
Seit ihrer Schaffung hat es zahlreiche Sondergesetze und Abänderungen von Sondergesetzen gegeben. Vier davon sind besonders hervorzuheben.

#### Reform der Institutionen
Das bekannteste Sondergesetz Belgiens ist das Sondergesetz vom 8. August 1980 zur Reform der Institutionen, das bei der zweiten Staatsreform (1980) die Regionen ins Leben gerufen hat und die Kulturgemeinschaften in Gemeinschaften verwandelte. Auch wenn sich seit 1980 die Zuständigkeiten der Gliedstaaten erheblich ausgedehnt haben, stellte dieses Gesetz einen wichtigen Schritt in Richtung „Föderalstaat Belgien“ dar. Das Sondergesetz vom 8. August 1980 wurde bis heute ca. 35 mal abgeändert.
Es ist bemerkenswert, dass in diesem Sondergesetz weder die Rede von der Deutschsprachigen Gemeinschaft noch von der Region Brüssel-Hauptstadt ist. Letztere wird in einem Sondergesetz von 1989 geregelt (siehe unten). Was die Deutschsprachige Gemeinschaft betrifft, so sieht die Verfassung nicht die Verabschiedung eines Sondergesetzes, sondern die eines einfachen Gesetzes vor. Daher ist die Deutschsprachige Gemeinschaft durch ein ordentliches Gesetz vom 31. Dezember 1983 ins Leben gerufen worden.

#### Brüsseler Institutionen
Für den Sonderfall Brüssel konnte 1980 bei der zweiten Staatsreform kein Kompromiss gefunden werden. Seit den Sprachgesetzen der 1960er Jahre war es in der Tat nicht einfach, ein neues Gleichgewicht zu finden zwischen den Flamen, die Brüssel trotz der voranschreitenden „Französisierung“ als eine flämische Stadt betrachteten, und den Frankophonen, die sich auf den überwiegenden Gebrauch der französischen Sprache in der Hauptstadt stützten, um aus ihr eine eigene Region machen zu wollen. Erst bei der dritten Staatsreform gelang es, eine eigene Gesetzgebung für das zweisprachige Gebiet Brüssel-Hauptstadt auszuhandeln.
Das Sondergesetz vom 12. Januar 1989 übernimmt die wichtigsten Inhalte aus dem Sondergesetz von 1980, enthält aber auch zahlreiche Brüssel-typische Sonderheiten.

#### Finanzierung der Gliedstaaten
Die Schaffung der Gemeinschaften und Regionen und die Ausübung der Zuständigkeiten, die ihnen mit und mit anvertraut wurden, ist mit Finanztransfers verbunden. Die Gliedstaaten müssen finanzielle Mittel erhalten, um ihre Politik gestalten und ihre Beamten besolden zu können. Die sensible Frage nach der Aufteilung der finanziellen Ressourcen zwischen Föderalstaat, Gemeinschaften und Regionen wird in einem Sondergesetz vom 16. Januar 1989 bezüglich der Finanzierung der Gemeinschaften und Regionen festgehalten.
Die Finanzierung der Deutschsprachigen Gemeinschaft wird nicht in einem Sondergesetz, sondern im gewöhnlichen Gesetz vom 31. Dezember 1983 geregelt (siehe oben). Es wird jedoch an verschiedenen Stellen auf das Sondergesetz bezüglich der Finanzierung der Gemeinschaften und Regionen verwiesen.

#### Verfassungsgerichtshof
Der Verfassungsgerichtshof wurde durch eine Verfassungsänderung im Jahr 1980 unter dem Namen „Schiedshof“ ins Leben gerufen. Die weiteren Modalitäten wurden vorerst in einem ordentlichen Gesetz vom 28. Juni 1983 geregelt. Nach der dritten Staatsreform, bei der die Zuständigkeiten des Hofes erweitert wurden, musste der Sondergesetzgeber eingreifen, sodass heute das Sondergesetz vom 6. Januar 1989 über den Verfassungsgerichtshof als Grundlagengesetz gilt.

### Ausstehende Sondergesetze
Nicht in allen Fällen, in denen die Verfassung das Eingreifen des Sondergesetzgebers vorsieht, ist dieser auch tätig geworden (teilweise auch weil diese politisch äußerst sensibel sind).
So ist hier vor allem der Artikel 35 der Verfassung zu erwähnen. Dieser Artikel legt seit der vierten Staatsreform von 1993 fest, wer die sogenannte „Restkompetenz“ im belgischen Föderalismus erhält, d. h. wer über all jene Zuständigkeiten verfügt, die nicht ausdrücklich einer Gebietskörperschaft zugeordnet wurden. Zurzeit gehört diese Restkompetenz dem Föderalstaat, während die Gemeinschaften und Regionen nur über jene Zuständigkeiten verfügt, die die Sondergesetze (vor allem das Sondergesetz vom 8. August 1980) ihnen ausdrücklich zu erteilen. Derselbe Artikel 35 sieht jedoch vor, dass die Gemeinschaften oder die Regionen (wer genau ist nicht präzisiert) diese Restkompetenz übernehmen können, wenn einerseits in der Verfassung ausführlich und erschöpfend die Zuständigkeiten des Föderalstaates aufgezählt werden und andererseits in einem Sondergesetz die diesbezüglichen Bedingungen und Modalitäten festgelegt werden. Ein solches Sondergesetz ist jedoch bis heute nicht verabschiedet worden. 
Auch bei der Sprachgesetzgebung ist wenig Aktivität des Sondergesetzgebers zu verzeichnen. Beispielsweise wurde noch nie auf die Möglichkeit zurückgegriffen, die seit den „Gilson-Gesetzen“ von 1962 bis 1963 bestehende Sprachgrenze, die bei der ersten Staatsreform in die Verfassung „betoniert“ wurde, zu verschieben.